# Christliche Werte

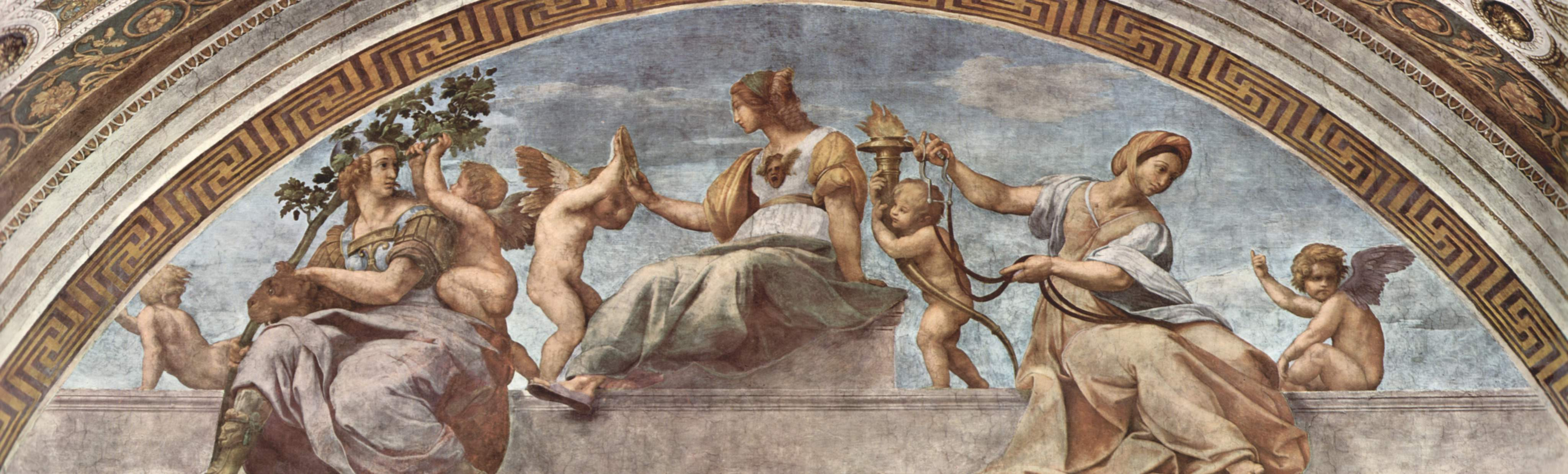
Allegorie der Tugend von Raffael in der Stanza della Segnatura des Vatikan

Christliche Werte wird als Begriff auf Wertvorstellungen angewendet, denen ein Bezug zum Christentum zugeschrieben wird.
Dies kann im Rahmen der theologischen Ethik begründet werden; damit ist dann auch die Forderung verbunden, dass der christliche Glaube die Grundlage für soziales Handeln und soziale Normen bilden sollte. Teilweise wird eine kulturelle Tradition dieser Werte konstatiert. Das Wort christlich wird auch in der politischen Rhetorik als Schlagwort gebraucht.
Da im Christentum wie in allen Religionen unterschiedliche theologische, ethische und exegetische Schwerpunktsetzungen vorhanden sind, gibt es auch mehrere ethische, moralische und religiöse Aspekte eines im christlichen Glauben verankerten oder in diesen integrierbaren Werteverständnisses und Unterschiede bei deren Interpretation. Darüber hinaus unterliegen die Werte der kirchlichen Organisationen selbst dem Wertewandel. Ein allgemein akzeptiertes, in heutiger Terminologie konkretisiertes Verzeichnis christlicher Werte ist daher schwer realisierbar.

## Biblische Wertvorstellungen und Normen

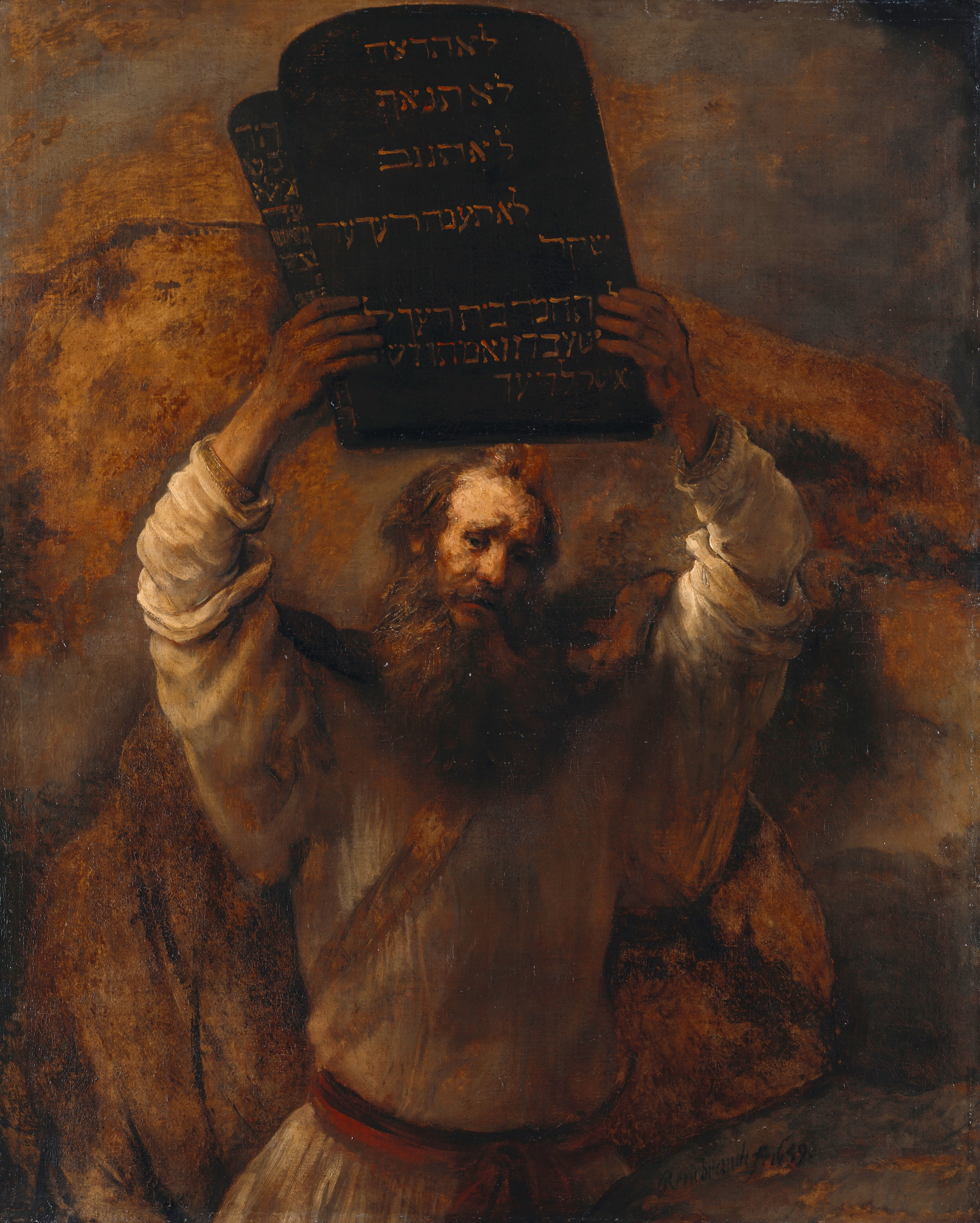
Mose mit den Zehn Geboten, Rembrandt, 1659

Maßgebliche Grundlage für die theologische Ethik ist der Text der Bibel, insbesondere das Neue Testament. Im Zusammenhang mit „christlichen Werten“ werden insbesondere die folgenden biblischen Gebote und Textstellen genannt:
- Die alttestamentlichen Zehn Gebote, etwa in Ex 20,2–17 EU
- das Doppelgebot der Nächstenliebe und Gottesliebe, etwa in Mk 12,29–31 EU
- die Bergpredigt, ab Mt 5,1 EU

Gegenstand der theologischen Ethik ist es, im Rahmen der biblischen Exegese aus dem Bibeltext Wertvorstellungen abzuleiten bzw. bestimmte Wertvorstellungen anhand des Bibeltextes zu begründen. Manche christliche Fundamentalisten und Evangelikale halten diesen Schritt für evident und beanspruchen für sich sogenannte Bibeltreue. Die Bibel sei als Anleitung für moralisches Handeln wörtlich zu nehmen, christliche Werte seien biblische Werte. Andere betrachten Jesus als persönliches Vorbild und fragen sich bei ethischen Konflikten „Was würde Jesus tun?“ Dazwischen gibt es eine Vielzahl unterschiedlichster Interpretationen, welche Werte sich aus dem christlichen Glauben ergeben.
Beispielsweise werden mit dem fünften Gebot (Du sollst nicht morden) unterschiedlichste Wertvorstellungen begründet, vom Pazifismus bis zum Lebensrecht oder dem Verbot der Todesstrafe. Inwiefern es sich dabei um allgemein verbindliche christliche Werte handelt, oder ob Ausnahmen zulässig sind, ist Gegenstand zahlreicher Wertediskussionen.

## Verzeichnisse christlicher Werte

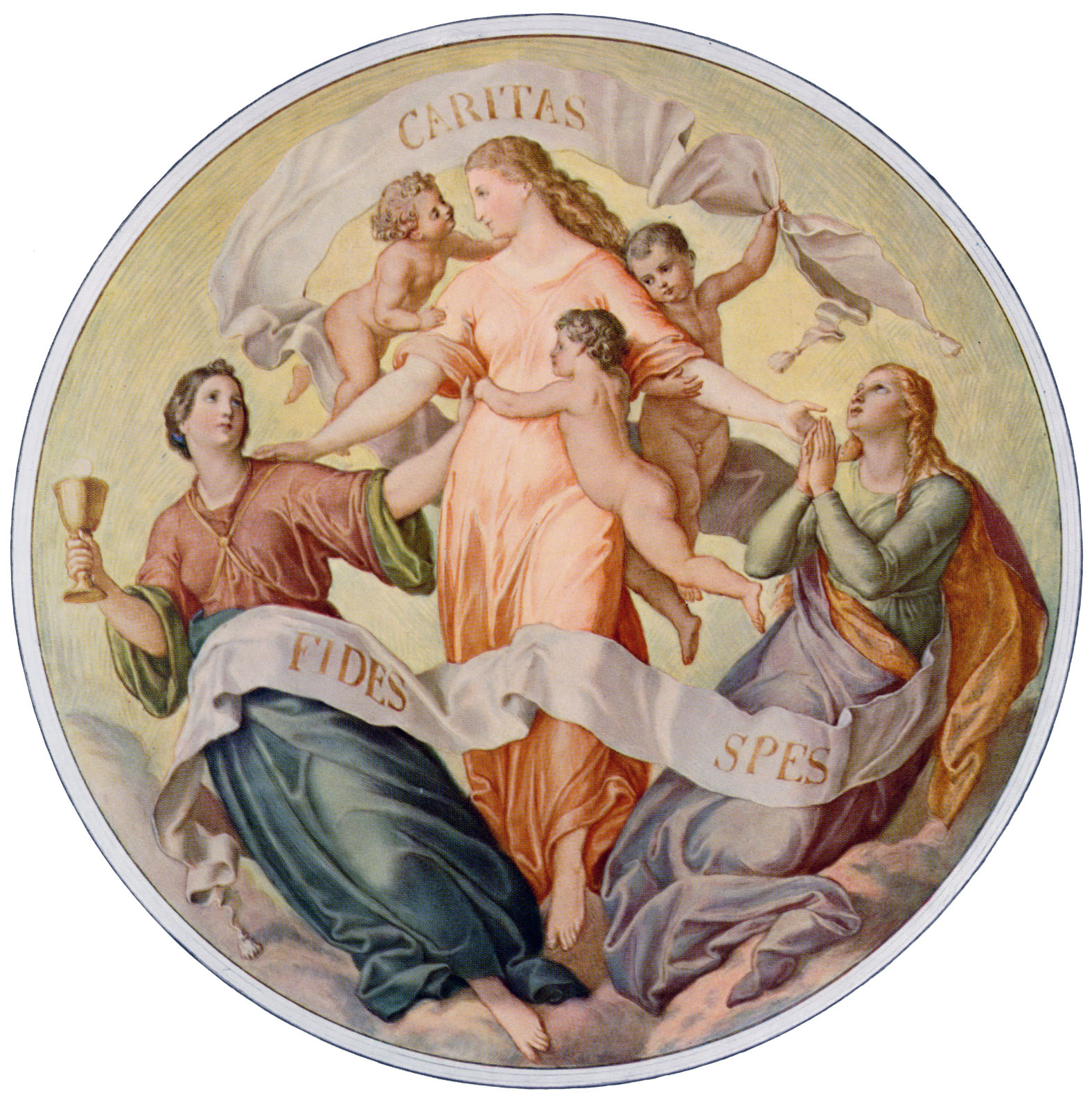
Julius Schnorr von Carolsfeld: Glaube, Liebe, Hoffnung

Christliche Werte im Sinne eines Verzeichnisses von moralischen und religiösen Vorschriften existieren etwa in Form der Katechismen der christlichen Kirchen.
Häufig genannte und als christliche Werte bezeichnete Tugendbegriffe sind etwa:
- Glaube, Liebe, Hoffnung (göttliche Tugenden)
- Barmherzigkeit
- Gerechtigkeit und Recht (Psalm 33, 5 „Gott liebt die Gerechtigkeit und das Recht.“)

## Gottesbezug

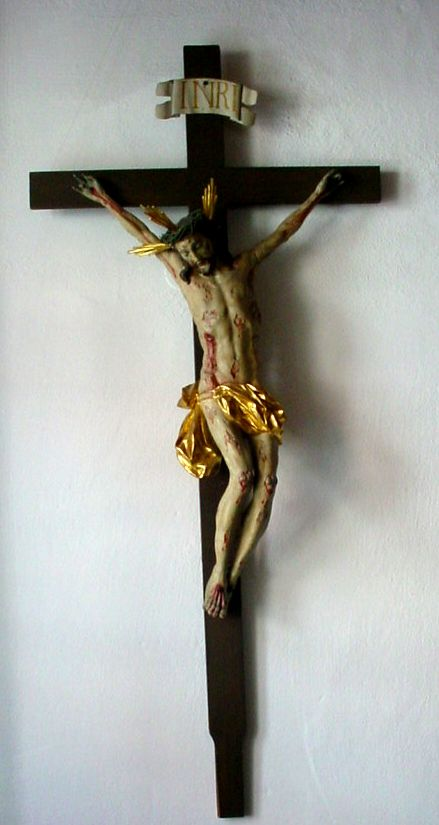
Kruzifix im Ratssaal der Stadt Biberach an der Riß

In zahlreichen Diskussionen über die Bedeutung des Christentums für Staat und Gesellschaft wird mit dem Schlagwort christliche Werte ein Gottesbezug gefordert.
Mit der Begründung seines Menschenbildes im Gottesglauben unterscheidet sich das christliche Wertesystem wesentlich von anderen Wertesystemen. So steht etwa bei Humanismus und Buddhismus der einzelne leidensfähige und mitfühlende Mensch im Zentrum des Wertesystems, der zur Autonomie befähigt ist. Der Diözesanbischof Kurt Krenn: „Die sogenannten autonomen Werte, die wir aus unserem Menschsein deduzieren, sind keine christlichen Werte.“
Aus dem christlichen Menschenbild ergibt sich die politische Forderung, den Glauben an Gott und Christus auch in Gesetzen als zentralen Wert der Gesellschaftsordnung zu verankern. So bewertete Papst Benedikt XVI. etwa den fehlenden Gottesbezug in der EU-Verfassung als „einmalige Form der Apostasie“, Europa scheine „mehr und mehr die Existenz universeller und absoluter Werte in Frage zu stellen“, doch „Christliche Werte sind grundlegend für das Überleben unserer Nationen und Gesellschaften“. Aber auch bei den Diskussionen um Schulgebet, Kruzifix-Beschluss und Religionsunterricht wird das Schlagwort christliche Werte in diesem Sinne verwendet, oder wenn die Bundeskanzlerin Angela Merkel betont, ihre Partei werde „keinen Gedanken daran verschwenden, das C aus unserem Namen zu streichen.“
Die Gegenposition findet sich in den Werten der Aufklärung, die eine Trennung von Religion und Staat anstreben, und den Werten des Liberalismus, insbesondere der Religionsfreiheit, wobei die Trennung von Staat und Kirche und das Prinzip der Glaubensfreiheit auch schon zu den Grundforderungen der reformatorischen Täuferbewegung zählte und auch heute noch konstituierendes Prinzip vieler evangelischer Freikirchen wie der Mennoniten und Baptisten ist.

## Christdemokratie
In verschiedenen europäischen Ländern gibt es Parteien, die sich in ihrer Programmatik auf christliche Werte beziehen, etwa die Union pour un Mouvement Populaire in Frankreich oder die Unione dei Democratici Cristiani e Democratici di Centro in Italien. In Deutschland sehen sich CDU und CSU in dieser Tradition, aber auch Kleinparteien wie die PBC, das Zentrum oder die von ihr abgespaltene Christliche Mitte. 

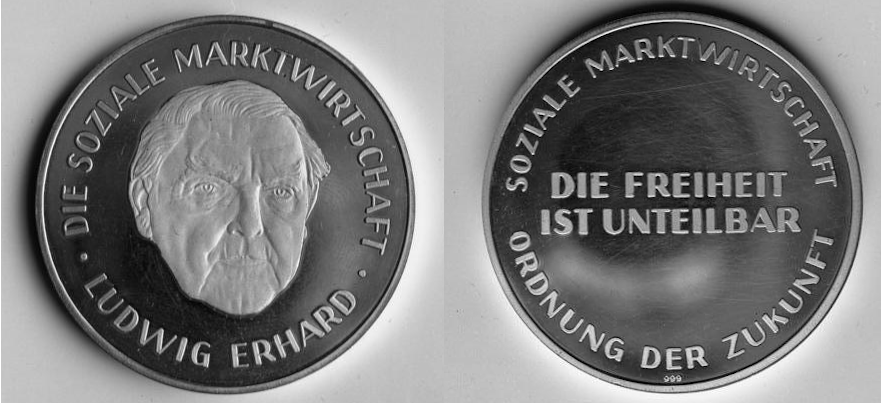
Gedenkmünze: Ludwig Erhard Die Soziale Marktwirtschaft

 Die deutsche Christdemokratie vereint nach eigener Aussage christliche, wertkonservative und liberale Wertvorstellungen. So beziehen sich CDU und CSU ausweislich ihrer Grundsatz- und Parteiprogramme auf ein „christliches Menschenbild“ als Orientierungsmaßstab. Christliche Werte beinhalten für die CDU nach Eigendarstellung die Wertschätzung der Familie als Grundlage der Gesellschaft sowie die soziale Verantwortung des Einzelnen für die Gesellschaft (christliche Soziallehre), die sich wirtschaftspolitisch im Modell der Sozialen Marktwirtschaft manifestiert.
In einem Diskussionspapier gibt die CDU-Wertekommission eine ausführliche religiöse Begründung ihres christlichen Menschenbildes, die eine Verbindung zwischen den liberalen Menschenrechten und dem christlichen Glauben herstellen soll. 
Einige wirtschaftsliberale Gruppierungen innerhalb der Christdemokratie verknüpfen mit diesen christlichen Werten „ein klares Bekenntnis zum Vorrang des privaten Unternehmertums vor der Übernahme von Aufgaben durch die Stadt“ (bzw. den Staat). Diese Haltung kommt auch im Diskussionspapier der Wertekommission der CDU zum Ausdruck: „in erster Linie sind es in einer Sozialen Marktwirtschaft die Unternehmer, die die neuen Arbeitsplätze schaffen. [...] Von staatlicher Seite sollte die Regulierungsdichte abgebaut, Überregulierung vermieden werden.“
Häufig werden christliche Werte von der CDU in Verbindung zum Abendland gesetzt. Dies geschieht meist in einem Kontext der Abgrenzung, entweder von kommunistischen Wertvorstellungen (als zum Zeitpunkt des Kalten Kriegs Osteuropa kommunistisch dominiert war) oder in jüngerer Zeit von „islamischen Wertvorstellungen“ des Morgenlands.
In Teilen der CDU gilt das Bekenntnis zu christlichen Werten als nicht mehr zeitgemäß, etwa weil sich die Partei unter Angela Merkel programmatisch von christlichen Werten der 50er und 60er Jahre entfernt habe, oder weil das Christentum nicht mehr den politischen oder religiösen Hintergrund vieler Mitglieder der Partei in den neuen Bundesländern widerspiegelt.

## Familienwerte
In manchen Diskussionen steht das politische Schlagwort christliche Werte weniger für spezifisch christliche Glaubensinhalte, sondern allgemeiner für konservative Wertvorstellungen, insbesondere für ein traditionelles Verständnis von Familie und Geschlechterrollen.
In diesem Sinne kann sich etwa der Muslim Bülent Arslan mit den christlichen Werten seiner Partei einverstanden erklären: „Und wenn man sich die Werte ansieht, die im CDU-Grundsatzprogramm enthalten sind, dann sind das alles Werte, die man als aufgeklärter Muslim auch im Islam wieder finden kann: Gerechtigkeit, Freiheit, die Bedeutung der Familie beispielsweise …“